# Xã Elmira, Quận Olmsted, Minnesota
Xã Elmira (tiếng Anh: Elmira Township) là một xã thuộc quận Olmsted, tiểu bang Minnesota, Hoa Kỳ. Năm 2010, dân số của xã này là 354 người.